# Phora cristipes
Phora cristipes är en tvåvingeart som beskrevs av Schmitz och Wirth 1954. Phora cristipes ingår i släktet Phora och familjen puckelflugor. Inga underarter finns listade i Catalogue of Life.